# Клан Поллок
Поллок — один из древнейших кланов Шотландии.

## История клана
Точное происхождение клана неясно. Известно, что его название произошло от старинных владений Поллоков в Ренфрушире. В летописи XII в. говорится, что эти земли принадлежали прародителю клана Фулберту. Впервые фамилию Поллок принял Петрус, сын Фулберта, который в 1163 г. унаследовал земли отца. Согласно одному сохранившемуся документу Петрус получил право на владения своими землями от Уолтера Фитц-Алана, Верховного Стюарда Шотландии и прародителя королевской линии Стюартов. Петрус не оставил наследника мужского пола, и владения перешли к его брату Роберту, который и считается родоначальником клана. В 1160 году он засвидетельствовал основание аббатства Пейсли, будучи упомянутым как «Роберто филайо Фулберти». Между 1189 и 1199 годами он передал церковь Мернс монастырю Пейсли. Ныне эта церковь не сохранилась. Сейчас новая церковь Мернс находится на пересечении дорог из Иглешэма и из Мернса. Много видных Поллоков похоронены на соседнем кладбище и в самой церкви.
Земли были разделены на Верхний и Нижний Поллок. Семейство Поллок сохранило за собой Верхний Поллок, в то время как Нижний Поллок был передал Максвеллам. Максвеллы из Поллока стали видной ветвью этого мощного пограничного клана. Между Максвеллами и Поллоками был заключён союз, скреплённый браками между членами этих двух семейств. Сегодня Поллоки считаются септом клана Максвелл и могут по праву носить тартан Максвеллов.
Происхождение семейства «Поллок из Поллока» в Шотландии было исследовано Джорджем Крофердом в его «Главном описании графства Ренфру, включая список благородных и древних семейств», изданном в 1710 году. Джон Поллок из Поллока, городской бэйлли, в 1453 году подписал Хартию университета Сент-Эндрюса, самого старого университета в Шотландии. Четырнадцатым потомком Фулберта был Джон Поллок из Поллока. В 1568 году он сражался на стороне Марии Стюарт при Лангсайде, всего в нескольких милях от замка Поллок. За поддержку королевы Марии Джон Поллок утратил некоторые из своих владений. 30 ноября 1703 года сэр Роберт Поллок из Поллока был посвящён королевой Анной в рыцари и сделан баронетом Новой Шотландии за его услуги короне с «подробным описанием старины и процветающего состояния древнего семейства Поллок из Поллока в течение 600 лет».
Из семейства Поллок происходит немало видных деятелей. Сэр Джонатан Фредерик Поллок, Лорд-Казначей. Фельдмаршал сэр Джордж Поллок, лорд-главный судья Бомбея. Сэр Фредерик Поллок, известный адвокат и кодификатор английских законов. Роберт Поллок, учёный и автор когда-то широко известной эпической поэмы «Курс Времени». Джон Поллок, официальный биограф преподобного Билли Грэма и автор многих книг, включая «Апостола» и «Владельца».
С течением времени с фамилией Поллок произошли изменения. Некоторые потомки шотландских Поллоков стали писать свою фамилию как Полк и Погу. Капитан Роберт Брюс Поллок около 1680 года эмигрировал из Донегола (Ирландия) в штат Мэриленд и был прародителем многих людей, теперь использующих фамилию Полк и Поллок. Самыми известными среди его американских потомков были Джеймс К. Полк, 11-й президент Соединённых Штатов, генерал-лейтенант Полк, герой Гражданской войны, и полковник Томас Полк из Шарлотты (Северная Каролина), который созвал собрание, на котором Северная Каролина объявила о своей независимости от Англии в мае 1775 года, за год до Филадельфийского Соглашения. Губернатор Делавэра Чарльз Полк и губернатор и сенатор Миссури Трастен Полк также принадлежали к этому семейству. Другим известным Поллоком был Джеймс Поллок, первый губернатор штата Пенсильвания. Томас Поллок (1654—1722), родившийся в Глазго, был губернатором колонии Северная Каролина, а Оливер Поллок из ирландского города Колерэйн обосновался в Карлайле (штат Пенсильвания) и был известен как «финансист американской Революции».
Сейчас у Поллоков нет признанного главы клана. Последний глава Поллоков был признан короной в 1845 году. На гербе клана изображён боров, в которого попала стрела, а геральдический девиз был «Смело и Настойчиво». В 1980 году клан Поллок принял свой собственный тартан и зарегистрировал его в Шотландском Тартановом обществе.
Замок Поллок после последней реконструкции представлял собой великолепный памятник архитектуры. Построенный в стиле британского поместья, замок был разрушен в 1954 году, а земли были проданы. Впервые за восемь столетий земли Верхнего Поллока больше не принадлежали Поллокам.